# Desmacellidae
Desmacellidae — родина губок з класу звичайних губок (Demospongiae).

## Систематика
Родина традиційно належала до ряду Poecilosclerida. 2015 року її виокремили до монотипового ряду Desmacellida.

## Роди
- Desmacella Schmidt, 1870
- Dragmatella Hallmann, 1917
- Microtylostylifer Dendy, 1924
- Tylosigma Topsent, 1894